# 卡比安卡山

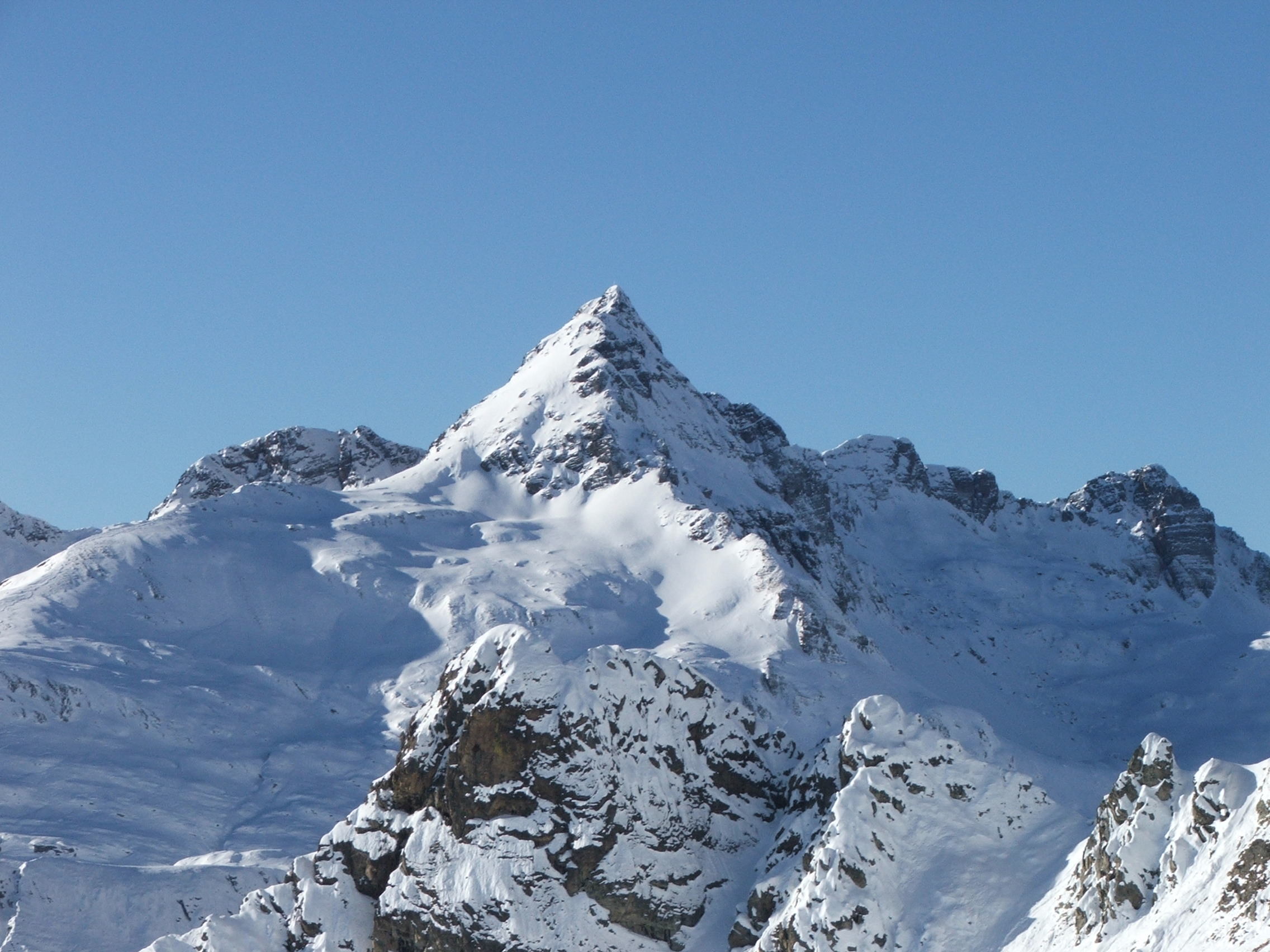

46°00′37″N 9°52′01″E / 46.01028°N 9.86694°E
卡比安卡山（義大利語：Monte Cabianca），是意大利的山峰，位於該國北部，由倫巴第大區負責管轄，屬於貝爾加莫阿爾卑斯山脈的一部分，該山峰海拔高度2,601米。